# أوتريا (آن)
أوتريا (بالفرنسية: Outriaz) هي بلدية فرنسية تقع في إقليم آن في فرنسا. رمز إنسي لها هو:1282. أما الرمز البريدي لها فهو: 1430.